# Девинска седловина
 Тази статия е за седловината в Антарктика.  За града в Родопите вижте Девин.  
Седловината Девин (на английски: Devin Saddle) е 500 метрова седловина в планината Тангра на остров Ливингстън край бреговете на Антарктика. Седловината носи името на българския град Девин.

## Местонахождение
Седловината Девин е част от вододела на басейните на ледниците Искър на север и Магура на юг. Седловината се намира на 1,7 километър на изток от връх Пловдив и един километър на запад-югозапад от връх Русе.

## Карти
- L.L. Ivanov et al, Antarctica: Livingston Island, South Shetland Islands (from English Strait to Morton Strait, with illustrations and ice-cover distribution), 1:100000 scale topographic map, Antarctic Place-names Commission of Bulgaria, Sofia, 2005
- Л. Иванов. Антарктика: Остров Ливингстън и острови Гринуич, Робърт, Сноу и Смит. Топографска карта в мащаб 1:120000. Троян: Фондация Манфред Вьорнер, 2009. ISBN 978-954-92032-4-0
- Л. Иванов. Карта на остров Ливингстън. В: Иванов, Л. и Н. Иванова. Антарктика: Природа, история, усвояване, географски имена и българско участие. София: Фондация Манфред Вьорнер, 2014. с. 18 – 19. ISBN 978-619-90008-1-6